# Бесон (Лангдок-Русијон)
Бесон (фр. Bessons) је насељено место у Француској у региону Лангдок-Русијон, у департману Лозер.
По подацима из 2011. године у општини је живело 441 становника, а густина насељености је износила 18,77 становника/km².

## Демографија
| 1962. | 1968. | 1975. | 1982. | 1990. | 2011. |
| ----- | ----- | ----- | ----- | ----- | ----- |
| 355   | 342   | 325   | 335   | 273   | 441   |